# Пловська (Архангельська область)
Пловська (рос. Пловская) — присілок в Вельському районі Архангельської області Російської Федерації.
Населення становить 92 особи. Входить до складу муніципального утворення Благовєщенське муніципальне утворення.

## Історія
Від 1937 року належить до Архангельської області.
Від 2004 року належить до муніципального утворення Благовєщенське муніципальне утворення.

## Населення
| 2002 | 2010 | 2012 | 2014 |
| ---- | ---- | ---- | ---- |
| 108  | ↘80  | ↘78  | ↗92  |